# Carina Schrempf
Carina Schrempf, née le 16 octobre 1994 à Sankt Martin am Grimming, est une athlète autrichienne spécialiste du demi-fond, devenue coureuse cycliste à partir de 2023.

## Biographie

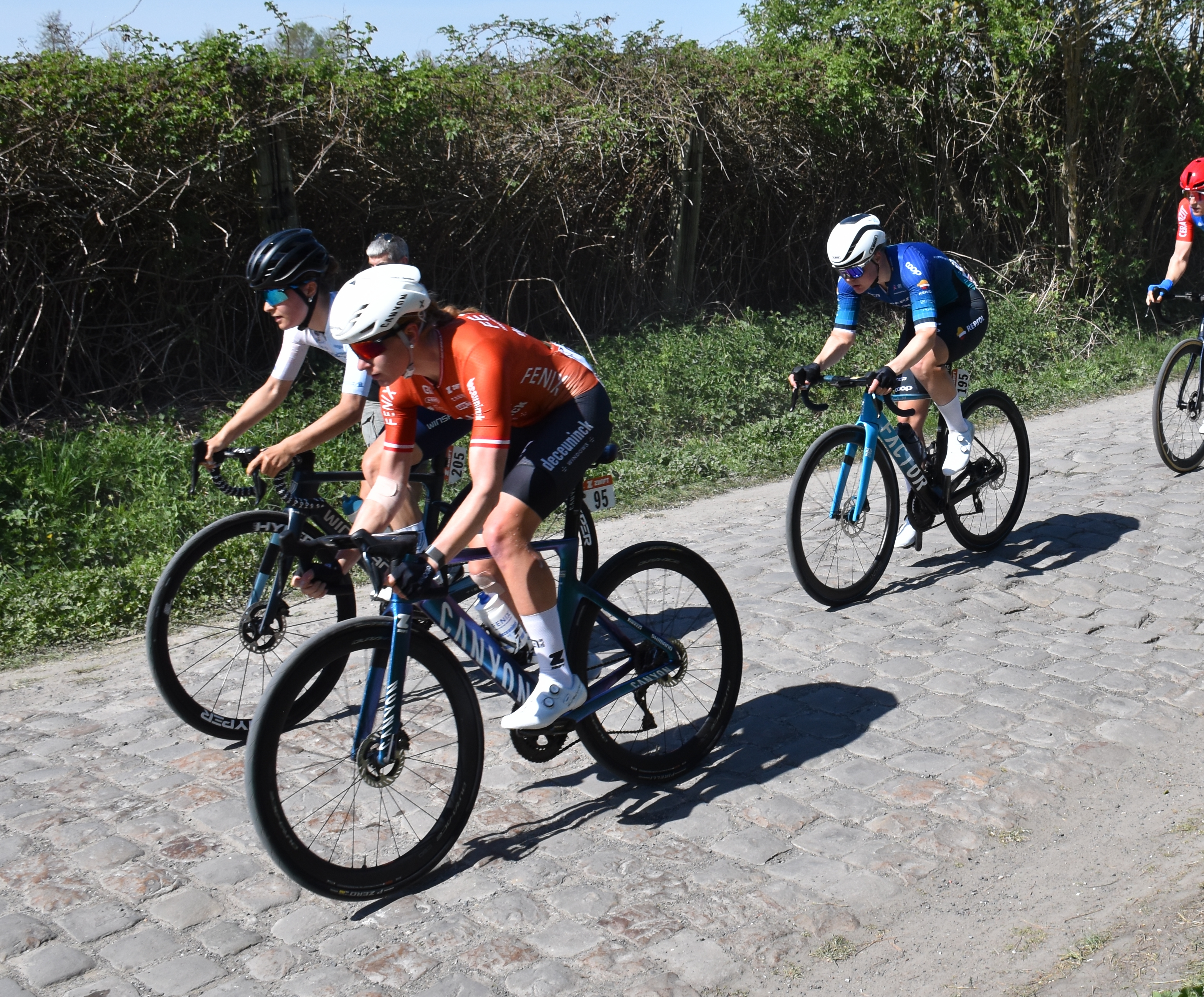
Carina Schrempf #95 lors de Paris-Roubaix 2025.

Carina Schrempf commence sa carrière sportive comme athlète, principalement sur des distances de demi-fond (400m, 800m et 1 500m). Elle remporte ainsi plusieurs titres nationaux.
Lors des Jeux européens de 2015, elle est ainsi médaillée d'argent avec l'équipe d'Autriche.
Après une blessure au tendon d'Achille en 2022, elle se réoriente vers le cyclisme. Avec succès puisqu'elle signe un contrat professionnel avec l'équipe Fénix-Deceunink pour la saison 2023,. Elle participe alors au Tour d'Italie pour la 1re fois.

## Palmarès en cyclisme sur route

### Par années
- 2023
  -  Championne d'Autriche sur route
- '2025
  - 3e du championnat d'Autriche sur route

### Résultats sur les grands tours

#### Tour d'Italie
2 participations
- 2023 : 69e
- 2025 : 101e

#### Tour de France
1 participation
- 2024 : 88e

#### Tour d'Espagne
2 participations
- 2024 : 75e
- 2025 : non-partante (4e étape)

### Classements mondiaux
| Année                                 | 2022 | 2023 | 2024 |
| ------------------------------------- | ---- | ---- | ---- |
| Classement UCI                        | 310e | 158e | 242e |
| UCI World Tour                        | nc   | 129e | 109e |
|                                       |      |      |      |
| Légende : nc = non classéSource : UCI |      |      |      |